# Daniel Jenky
Daniel Robert Jenky, CSC (né le 3 mars 1947 à Chicago) est un prélat américain qui est depuis 2002 évêque de Peoria, diocèse suffragant de l'archidiocèse de Chicago.

## Biographie

### Formation
Daniel Jenky est élève à la St. Laurence High School, sous la direction des Frères chrétiens irlandais. Il entre à l'University of Notre Dame en 1965, puis au noviciat de la congrégation de Sainte-Croix à Bennington dans le Vermont en 1966. In 1970, Daniel Jenky obtient un bachelor's degree en histoire. Il prononce sa profession religieuse à la congrégation de Sainte-Croix en 1973, la même année de l'obtention d'une maîtrise en théologie et de son ordination comme diacre.

### Ordination et ministère
Daniel Jenky est ordonné prêtre le 6 avril 1974. Il enseigne ensuite pendant une année scolaire les études sociales et la religion à la Bourgade Catholic High School de Phoenix. En 1975, il retourne à son alma mater de Notre Dame et devient recteur du Dillon Hall de l'University of Notre Dame, et recteur de la basilique du Sacré-Cœur d'Indiana (qui devient basilique mineure pendant son rectorat), tout en continuant à enseigner. En 1985, il est choisi comme supérieur de la communauté des prêtres et des frères de la congrégation de Sainte-Croix de l'université Notre Dame.

### Évêque auxiliaire de Fort Wayne-South Bend
Le pape Jean-Paul II le nomme le 21 octobre 1997 évêque auxiliaire du diocèse de Fort Wayne-South Bend et évêque in partibus (titulaire) d'Amantia (de). Il est consacré le 16 décembre suivant par Mgr d'Arcy. Mgr Jenky est nommé comme recteur de la cathédrale Saint-Matthieu de South Bend et curé de la paroisse.

### Évêque de Peoria
Le pape Jean-Paul II le nomme comme huitième évêque de Peoria le 12 février 2002, son installation a lieu le 10 avril suivant à la cathédrale Sainte-Marie-de-l'Immaculée-Conception de Peoria. C'est lui qui introduit la cause de béatification de Mgr Fulton Sheen, natif de Peoria.
Mgr Jenky n'est pas apprécié de la frange libertaire de la société américaine. En effet, il prononce en avril 2012 une homélie au cours de la marche des hommes de son diocèse qui est applaudie par les participants. L'évêque de Peoria évoque dans cette homélie les persécutions qu'ont subies les chrétiens, les invasions barbares, les vagues de djihads (« wave after wave of jihads »), les révolutions, le nazisme et le communisme ; puis il ajoute : « L'Église survivra à cette corruption enracinée et à cette pure incompétence de notre gouvernement de l'État d'Illinois et même au dédain calculé du président des États-Unis, à sa bureaucratie et à son ministère de la Santé et des services sociaux et à la majorité du Sénat fédéral américain d'aujourd'hui. » Il vise particulièrement le Patient Protection and Affordable Care Act de l'administration Obama,, et il en appelle « à un catholicisme héroïque face aux menaces actuelles. »
Cette homélie provoque la signature d'un pétition contre lui de 90 membres enseignants de l'University of Notre Dame. Mgr Jenky avait été directeur du ministère pastoral de l'université avant d'être nommé évêque, et il était toujours à cette date membre de son conseil d'administration en tant qu'évêque. Cette pétition est adressée au président de l'université, le P. Jenkins - membre de la congrégation de Sainte-Croix - afin que l'évêque se rétracte de ses propos que les signataires jugent comme indélicats et trop politiques, ou bien qu'il démissionne de son siège au conseil d'administration de l'université. Les organisations locales du NAACP, de l'ACLU,  et de l'Anti-Defamation League exigent des excuses publiques. Il est même demandé à l'IRS d'enquêter sur l'évêque, car le diocèse en tant qu'entité privée non-profitable selon la loi américaine est supposé ne pas faire de commentaire politique public. Le vicaire général, Mgr Kruse, rétorque que les États-Unis souffrent d'une érosion de la liberté religieuse et de la liberté d'expression qui vise particulièrement les chrétiens.
Le 3 mars 2022, le pape François accepte sa démission pour raison d'âge.